# AnyDecentMusic?
AnyDecentMusic?은 잡지, 웹사이트, 신문의 리뷰를 모아 점수를 매기는 리뷰 애그리게이터 사이트이다. 록, 팝, 일렉트로닉, 댄스, 포크, 컨트리, 루츠, 힙합, R&B, 랩 등 많은 장르의 음악의 음반을 리뷰한다. 50개가 넘는 웹사이트나 잡지, 신문의 리뷰를 모은다.

## 유사 웹사이트
AnyDecentMusic?은 보통 메타크리틱, 로튼 토마토와 같은 웹사이트처럼 리뷰를 모아 특정 점수를 내는 방식이 비슷하다.

## 차트
최고점 음반
- 켄드릭 라마 – 《To Pimp a Butterfly》 (9.3)
- 피오나 애플 – 《Fetch the Bolt Cutters》 (9.2)
- 켄드릭 라마 – 《DAMN.》 (9.1)
- 디앤절로 – 《Black Messiah》 (9.1)

- 닉 케이브 앤드 더 배드 시즈 – 《Ghosteen》 (9.0)
- 밥 딜런 – 《Rough and Rowdy Ways》 (8.9)
- 프랭크 오션 – 《Channel Orange》 (8.9)
- 닉 케이브 앤드 더 배드 시즈 – 《Skeleton Tree》 (8.9)
- 아나이스 미첼 – 《Hadestown》
- 런 더 쥬얼스 – 《RTJ4》
- 카니예 웨스트 – 《My Beautiful Dark Twisted Fantasy》
- 레너드 코언 – 《You Want It Darker》
- 수프얀 스티븐스 – 《Carrie & Lowell》
- 퍼퓸 지니어스 – 《Set My Heart on Fire Immediately》
- 마운트 이리 – 《A Crow Looked at Me》
- 솔트 – 《Untitled (Rise)》
- 제이미 존슨 – 《The Guitar Song》
- 데프헤븐 – 《Sunbather》

최하점
- JLS – 《JLS》 (2.7)

연도별 최고점 음반
2009: 애니멀 컬렉티브 – 《Merriweather Post Pavilion》
2010: 아나이스 미첼 – 《Hadestown》
2011: PJ 하비 – 《Let England Shake》
2012: 프랭크 오션 – 《Channel Orange》
2013: 데프헤븐 – 《Sunbather》
2014: 디언젤로 – 《Black Messiah》
2015: 켄드릭 라마 – 《To Pimp A Butterfly》
2016: 닉 케이브 앤드 더 배드 시즈 – 《Skeleton Tree》
2017: 켄드릭 라마 – 《DAMN.》
2018: 노네임 – 《Room 25》
2019: 닉 케이브 앤드 더 배드 시즈 – 《Ghosteen》
2020: 피오나 애플 – 《Fetch the Bolt Cutters》

## 같이 보기
- 리뷰 애그리게이터
- 메타크리틱
- 로튼 토마토